# Lista de partidos políticos no Canadá
Esta é uma lista dos partidos políticos do Canadá.

## Partidos políticos com representantes eleitos no Parlamento do Canadá
| Nome | Nome | Líder                     | Ideologia                                                                                 | Espectro                   | Parlamento        | Parlamento |
| Nome | Nome | Líder                     | Ideologia                                                                                 | Espectro                   | Câmara dos Comuns | Senado     |
| ---- | --- | ------------------------- | ----------------------------------------------------------------------------------------- | -------------------------- | ----------------- | ---------- |
|      | Partido Liberal do Canadá inglês: Liberal Party of Canada francês: Parti Libéral du Canada               | Justin Trudeau            | Centrismo, Liberalismo, Liberalismo social, Liberalismo económico                         | Centro a Centro-esquerda   | 156 / 338         | 0 / 105    |
|      | Partido Conservador do Canadá inglês: Conservative Party of Canada francês: Parti conservateur du Canada | Andrew Scheer             | Conservadorismo, Conservadorismo liberal, Liberalismo económico                           | Centro-direita a Direita   | 121 / 338         | 21 / 105   |
|      | Bloco Quebequense francês: Bloc Québécois                                                                | Yves-François Blanchet    | Nacionalismo do Quebec, Independentismo, Social democracia, Republicanismo, Ambientalismo | Centro-esquerda            | 32 / 338          | 0 / 105    |
|      | Novo Partido Democrático inglês: New Democratic Party francês: Nouveau Parti démocratique                | Jagmeet Singh             | Social-democracia, Socialismo democrático, Progressismo                                   | Centro-esquerda a esquerda | 24 / 338          | 0 / 105    |
|      | Partido Verde do Canadá inglês: Green Party of Canada francês: Parti vert du Canada                      | Jo-Ann Roberts (interina) | Ecologismo, Política verde, Progressismo                                                  | Centro-esquerda            | 3 / 338           | 0 / 105    |

## Partidos políticos sem representantes eleitos no Parlamento do Canadá
| Nome | Nome | Líder          | Ideologia                                                                                          | Espectro        | Parlamento        | Parlamento |
| Nome | Nome | Líder          | Ideologia                                                                                          | Espectro        | Câmara dos Comuns | Senado     |
| ---- | --- | -------------- | -------------------------------------------------------------------------------------------------- | --------------- | ----------------- | ---------- |
|      | Partido Popular do Canadá inglês: People's Party of Canada francês: Parti populaire du Canada                                          | Maxime Bernier | Nacionalismo canadense, Conservadorismo nacional, Libertarianismo de direita, Populismo de direita | Extrema-direita | 0 / 338           | 0 / 105    |
|      | Partido da Herança Cristã do Canadá inglês: Christian Heritage Party of Canada francês: Parti de l'héritage chrétien du Canada         | Rod Taylor     | Direita cristã, Conservadorismo, Conservadorismo social                                            | Direita         | 0 / 338           | 0 / 105    |
|      | Partido Libertário do Canadá inglês: Libertarian Party of Canada francês: Parti libertarien du Canada                                  | Tim Moen       | Libertarianismo de direita, Liberalismo clássico, Conservadorismo fiscal, Laissez-faire            | Direita         | 0 / 338           | 0 / 105    |
|      | Partido da Proteção Animal do Canadá inglês: Animal Protection Party of Canada francês: Parti pour la protection des animaux du Canada | Liz White      | Libertação animal, Ecologismo                                                                      | Sincrético      | 0 / 338           | 0 / 105    |